# Взаимодействие Юкавы
В физике элементарных частиц взаимодействие Юкавы, названное в честь Хидэки Юкавы — это взаимодействие между скалярным полем {\displaystyle \phi } и дираковским полем {\displaystyle \Psi }:
{\displaystyle V\approx g{\bar {\Psi }}\phi \Psi } (скаляр) или {\displaystyle g{\bar {\Psi }}i\gamma ^{5}\phi \Psi } (псевдоскаляр).
Взаимодействие Юкавы можно использовать для описания сильных ядерных сил между нуклонами (которые являются фермионами), переносимых пионами (которые являются псевдоскалярными мезонами). Взаимодействие Юкавы также используется в рамках Стандартной модели для описания связи между хиггсовским полем и безмассовыми полями кварков и электронов. Посредством механизма спонтанного нарушения симметрии фермионы обретают массу, пропорциональную среднему ожидаемому значению поля Хиггса.

## Действие
Действие для мезонного поля {\displaystyle \phi }, взаимодействующего c дираковским фермионным полем {\displaystyle \psi }:
{\displaystyle S[\phi ,\psi ]=\int d^{d}x\;\left[{\mathcal {L}}_{\mathrm {meson} }(\phi )+{\mathcal {L}}_{\mathrm {Dirac} }(\psi )+{\mathcal {L}}_{\mathrm {Yukawa} }(\phi ,\psi )\right]}
где интегрирование выполняется по d измерениям (обычно 4 для четырёхмерного пространства-времени). Лагранжиан мезонного поля:
{\displaystyle {\mathcal {L}}_{\mathrm {meson} }(\phi )={\frac {1}{2}}\partial ^{\mu }\phi \partial _{\mu }\phi -V(\phi )}.
Здесь {\displaystyle V(\phi )} — член, отвечающий за самодействие. Для свободного массивного мезона он равен {\displaystyle V(\phi )={\frac {1}{2}}\mu ^{2}\phi ^{2}} где {\displaystyle \mu } масса мезона. Для (перенормируемого) самодействующего поля он равен {\displaystyle V(\phi )={\frac {1}{2}}\mu ^{2}\phi ^{2}+\lambda \phi ^{4}} где λ константа связи. Этот потенциал подробно рассматривается в статье взаимодействие четвёртого порядка.
Свободный лагранжиан Дирака равен
{\displaystyle {\mathcal {L}}_{\mathrm {Dirac} }(\psi )={\bar {\psi }}(i\partial \!\!\!/-m)\psi }
где m — положительная, действительная масса фермиона.
Лагранжиан взаимодействия Юкавы равен
{\displaystyle {\mathcal {L}}_{\mathrm {Yukawa} }(\phi ,\psi )=-g{\bar {\psi }}\phi \psi }
где g — (действительная) константа связи для скалярных мезонов и
{\displaystyle {\mathcal {L}}_{\mathrm {Yukawa} }(\phi ,\psi )=-g{\bar {\psi }}i\gamma ^{5}\phi \psi }
для псевдоскалярных мезонов. Учитывая вышесказанное, действие можно записать как
{\displaystyle S[\phi ,\psi ]=\int d^{d}x\left[{\frac {1}{2}}\partial ^{\mu }\phi \partial _{\mu }\phi -V(\phi )+{\bar {\psi }}(i\partial \!\!\!/-m)\psi -g{\bar {\psi }}\phi \psi \right]}

## Классический потенциал
Если два скалярных мезона взаимодействуют посредством взаимодействия Юкавы, то потенциал между двумя частицами будет равен:
{\displaystyle V(r)=-{\frac {g^{2}}{4\pi }}{\frac {1}{r}}e^{-\mu r}}
— потенциал Юкавы (такой же, как и кулоновский потенциал, если не учитывать знак и экспоненциальный фактор). Из-за знака взаимодействие Юкавы может быть только притяжением для всех частиц (электромагнитное взаимодействие является отталкиванием для одинаковых частиц). Это объясняется тем фактом, что частица Юкавы имеет нулевой спин, а чётный спин всегда приводит к потенциалу притяжения. Экспонента дает взаимодействию конечную дальность, так что частицы на больших расстояниях не взаимодействуют.

## Спонтанное нарушение симметрии
Пусть потенциал {\displaystyle V(\phi )} имеет минимум не при {\displaystyle \phi =0}, а при каком-то ненулевом значении {\displaystyle \phi _{0}}. Это возможно, если написать (например) {\displaystyle V(\phi )=\mu ^{2}\phi ^{2}+\lambda \phi ^{4}} и затем присвоить μ мнимое значение. В этом случае можно сказать, что лагранжиан показывает спонтанное нарушение симметрии. Ненулевое значение φ называется средним ожидаемым значением φ. В Стандартной модели это ненулевое значение ответственно за ненулевые фермионные массы, как показано ниже.
Чтобы показать член, содержащий массу, можно выразить действие через поле {\displaystyle {\tilde {\phi }}=\phi -\phi _{0}}, где {\displaystyle \phi _{0}} понимается как константа, независимая от положения. Мы видим, что выражение Юкавы имеет член
{\displaystyle g\phi _{0}{\bar {\psi }}\psi }
и поскольку g и {\displaystyle \phi _{0}} — константы, этот член выглядит точно как массовый член для фермиона с массой {\displaystyle g\phi _{0}}. Это механизм, посредством которого спонтанное нарушение симметрии придает массу фермионам. Поле {\displaystyle {\tilde {\phi }}} известно как Поле Хиггса.

## Форма Майорана
Также возможно получить взаимодействие Юкавы между скаляром и полем Майорана. На самом деле, взаимодействие Юкавы между скаляром и спинором Дирака можно рассматривать как взаимодействие Юкавы между скаляром и двумя спинорами Майорана одной массы. Раскрыв в терминах двух хиральных спиноров Майорана, получим
{\displaystyle S[\phi ,\chi ]=\int d^{d}x\left[{\frac {1}{2}}\partial ^{\mu }\phi \partial _{\mu }\phi -V(\phi )+\chi ^{\dagger }i{\bar {\sigma }}\cdot \partial \chi +{\frac {i}{2}}(m+g\phi )\chi ^{T}\sigma ^{2}\chi -{\frac {i}{2}}(m+g\phi )^{*}\chi ^{\dagger }\sigma ^{2}\chi ^{*}\right]}
где g — комплексная константа связи, а m — комплексное число.

## Правила Фейнмана
Статья потенциал Юкавы содержит простой пример правил Фейнмана и вычисление амплитуды рассеяния по диаграмме Фейнмана, соответствующей взаимодействию Юкавы.